# Wujiaqu
Wujiaqú (en chino: 五家渠市, pinyin: Wǔjiāqú shì) es una ciudad-subprefectura de la región autónoma de Sinkiang, al noroeste de la República Popular China. Situada a 45 km al norte de Urumchi, capital de la región autónoma. Posee 710 km²; y su población total es de 116 000 (2007).
La ciudad se estableció el 19 de enero de 2004, dividiéndose en 5 subdistritos.